# Packungsbeilage
Eine Packungsbeilage liegt Fertigarzneimitteln bei und enthält die für den Verbraucher wichtigen Informationen, hauptsächlich den Zweck und die Anwendung des Arzneimittels, sowie Häufigkeit und Art der Nebenwirkungen. Gleichbedeutend verwendete Bezeichnungen sind: Gebrauchsinformation, Beipackzettel, Patienteninformation (in der Schweiz) oder umgangssprachlich auch „Waschzettel“. In den meisten Ländern ist eine Packungsbeilage verpflichtend vorgeschrieben. Die Inhalte sind, zumindest in Teilen, gesetzlich geregelt. Bereits für das Mittelalter sind Beipackzettel belegt.

## Anforderungen an die Packungsbeilage

### Europäische Union

#### Inhalte
Die Verpflichtung zum Beipackzettel mit bestimmten Inhalten ergibt sich für die Länder der Europäischen Union aus der „Richtlinie 2001/83/EG des Europäischen Parlaments und des Rates vom 6. November 2001 zur Schaffung eines Gemeinschaftskodexes für Humanarzneimittel“, den alle Mitgliedstaaten jeweils in ihre nationale Gesetzgebung übernehmen müssen. Die Packungsbeilage wird in Übereinstimmung mit den Angaben in der Zusammenfassung der Merkmale des Arzneimittels (Fachinformation) erstellt. Sie muss allgemeinverständliche und gut lesbare Informationen in der Amtssprache bzw. den Amtssprachen des Mitgliedsstaates enthalten.
Im Einzelnen müssen bestimmte Angaben, gemäß Art. 59 der Richtlinie, in der dort aufgeführten Reihenfolge enthalten sein:
- zur Identifizierung des Arzneimittels der Name, gefolgt von der Stärke und der Darreichungsform, und gegebenenfalls auch der Hinweis, ob es zur Anwendung für Säuglinge, Kinder oder Erwachsene bestimmt ist; außerdem in einer für den Patienten verständlichen Weise die pharmazeutisch-therapeutische Klasse oder Wirkungsweise;
- die Anwendungsgebiete;
- eine Aufzählung von Informationen, die vor Einnahme des Arzneimittels bekannt sein müssen, wie Gegenanzeigen, entsprechende Vorsichtsmaßnahmen für die Verwendung, Wechselwirkungen mit anderen Arzneimitteln und sonstige Wechselwirkungen (zum Beispiel mit Alkohol, Tabak, Nahrungsmitteln), die die Wirkungsweise des Arzneimittels beeinträchtigen können, gegebenenfalls besondere Warnhinweise;
- die für eine ordnungsgemäße Verwendung erforderlichen üblichen Anweisungen, (Anwendungshinweise) insbesondere Dosierung, Art und erforderlichenfalls Weg der Verabreichung, Häufigkeit der Verabreichung, (erforderlichenfalls mit Angabe des genauen Zeitpunkts) und die ausdrückliche Empfehlung, gegebenenfalls den Arzt oder Apotheker zur Klärung der Verwendung des Arzneimittels zu konsultieren. Falls zutreffend sollen auch die Dauer der Behandlung (falls diese begrenzt werden sollte), Maßnahmen für den Fall einer Überdosierung oder unterlassenen Einnahme einer oder mehrerer Dosen und ein Hinweis auf das Risiko möglicherweise auftretender Entzugserscheinungen nach dem Absetzen des Arzneimittels genannt werden;
- eine Beschreibung der Nebenwirkungen, die bei normaler Anwendung des Arzneimittels beobachtet werden können und der gegebenenfalls zu ergreifenden Gegenmaßnahmen; der Patient sollte ausdrücklich aufgefordert werden, seinem Arzt oder Apotheker jede unerwünschte Wirkung mitzuteilen, die in der Packungsbeilage nicht aufgeführt ist;
- ein Verweis auf das auf der Verpackung angegebene Verfalldatum sowie eine Warnung davor, das Arzneimittel nach Überschreiten dieses Datums noch zu verwenden; gegebenenfalls Hinweise auf besondere Vorsichtsmaßnahmen für die Aufbewahrung und Warnung vor sichtbaren Anzeichen dafür, dass ein Arzneimittel nicht mehr zu verwenden ist, die vollständige Zusammensetzung (Arzneistoffe und Arzneiträgerstoffe), Darreichungsform und Inhalt nach Gewicht, Volumen oder Dosierungseinheiten, Name und Anschrift des Zulassungsinhabers sowie Name und Anschrift des Herstellers;
- das Datum der letzten Überarbeitung der Packungsbeilage.

Arzneimittel, die über ein nicht zentralisiertes Zulassungsverfahren mit verschiedenen Markennamen in den betroffenen Mitgliedstaaten zugelassen werden, müssen in der Packungsbeilage ein Verzeichnis der in den einzelnen Mitgliedstaaten genehmigten Namen enthalten.
In der Aufzählung von Informationen, die vor Einnahme des Arzneimittels bekannt sein müssen, ist die besondere Situation bestimmter Verbrauchergruppen zu berücksichtigen (Kinder, schwangere oder stillende Frauen, ältere Menschen, Personen mit besonderen Erkrankungen). Gegebenenfalls müssen die möglichen Auswirkungen auf die Fähigkeit zur Bedienung von Maschinen und zum Führen von Kraftfahrzeugen angegeben werden. Weitere Angaben dürfen in der Packungsbeilage enthalten sein, wenn sie für den Patienten wichtig sind, sie dürfen aber keinen Werbecharakter aufweisen.
Die europäische Arzneimittelagentur hält Formulare für die Packungsbeilage vor, die Antragsteller ausfüllen und mit dem Zulassungsantrag einreichen müssen. Zur Beschreibung etlicher Sachverhalte gibt es vorformulierte Phrasen, die wörtlich zu übernehmen sind. Der Wortlaut der amtlich genehmigten Packungsbeilage ist Bestandteil der Zulassungsurkunde. Jede Änderung an der Packungsbeilage muss der zuständigen Behörde angezeigt und gegebenenfalls genehmigt werden.

#### Formale Packungsbeilagengestaltung
Eine Reihe von Empfehlungen zur Gestaltung der Packungsbeilage enthält eine Richtlinie der EU-Kommission. So soll eine leicht lesbare Schrifttype verwendet werden und die Schriftgröße mindestens 8 Punkt betragen, gemessen an der Schriftart Times New Roman. Der Zwischenzeilenabstand hat mindestens 3 mm zu betragen, Kapitälchen sind möglichst zu vermeiden, ebenso wie Kursivschrift und Unterstreichungen. Blocksatz und Hintergrundbilder im Text sind unerwünscht. Ein Spaltenformat kann für die Lesbarkeit günstig sein. Die Hervorhebung von Überschriften durch Fettdruck oder farbige Darstellung erleichtert die Navigation im Text, es sollten wenige Gliederungsebenen verwendet werden. Es ist ein ausreichender Kontrast zwischen Text- und Hintergrundfarbe zu gewährleisten.
Zur formalen Gestaltung der Packungsbeilage gehören auch die Berücksichtigung besonderer Regelungen zu Hilfsstoffen und die Verwendung von Standardbegriffen.
So sind unter anderem beispielsweise die Häufigkeitsangaben zum Auftreten von Nebenwirkungen gemäß MedDRA standardisiert:
- „Sehr häufig“ bedeutet, dass Nebenwirkungen bei mehr als 10 % der Behandelten auftreten.
- „Häufig“ sind Nebenwirkungen, wenn sie bei 1 % bis 10 % der Behandelten auftreten.
- „Gelegentlich“ auftretende Nebenwirkungen betreffen 0,1 % bis 1 % der Behandelten.
- „Seltene“ Nebenwirkungen betreffen einen von 1000 bis 10.000 Behandelten.
- „Sehr seltene“ Nebenwirkungen treten nur bei weniger als einem von 10.000 Behandelten auf.
- „Nicht bekannt“ Häufigkeit auf Grundlage der verfügbaren Daten nicht abschätzbar

In Einklang mit der „Zusammenfassung der Merkmale des Arzneimittels“ gelten als Nebenwirkungen unerwünschte Wirkungen, die nach der Anwendung auftreten und für die ein ursächlicher Zusammenhang bekannt oder zumindest plausibel ist. Unerwünschte Ereignisse, für die es nicht einen zumindest vermuteten Kausalzusammenhang gibt, sollten nicht aufgelistet werden. Die angegebene Häufigkeit des Auftretens beschreibt, wie häufig die Nebenwirkung nach Anwendung des Medikaments auftritt. Dies unterscheidet nicht, ob diese durch das Medikament ausgelöst wurde oder auch ohne die Anwendung des Medikaments aufgetreten wären.

### Deutschland
Die Umsetzung der EU-Richtlinie in nationales Recht ist in Deutschland durch das deutsche Arzneimittelgesetz (AMG) gegeben, in welchem die Packungsbeilage im § 11 AMG behandelt ist. Dort werden in Übereinstimmung mit der europäischen Richtlinie Inhalt und Reihenfolge der Angaben in der Packungsbeilage festgelegt. Für nationale Zulassungsanträge sind die Formulare für Packungsbeilagen des Bundesinstitut für Arzneimittel und Medizinprodukte (BfArM) zu verwenden. Zusätzlich zu den durch EU-Leitlinien zu berücksichtigenden Vorgaben sind in deutschen Packungsbeilagen gegebenenfalls auch aus der Arzneimittel-Warnhinweisverordnung (AMWarnV) und aus Stufenplanverfahren resultierende Regelungen zu beachten.
Eine weitere deutsche Besonderheit ist der Dopinghinweis. Falls das Arzneimittel bei Dopingkontrollen zu positiven Ergebnissen führen kann, muss das im Beipackzettel erwähnt werden. Grundlage dafür ist der durch das Antidopinggesetz geänderte § 6a Abs. 2 AMG.
Bei Auseinzelung von Arzneimitteln muss eine Kopie der Packungsbeilage ausgehändigt werden.

### Österreich
In Österreich setzen § 16 und § 16a des nationalen Arzneimittelgesetzes die EU-Vorgaben für die Inhalte der Gebrauchsinformation um.

### Schweiz
In der Schweiz regelt die Arzneimittelverordnung (VAM) Inhalt und Form der Packungsbeilage, auch Patienteninformation genannt. Sie von Rechts wegen kostenlos im Arzneimittelinformationspublikationssystem (AIPS) veröffentlicht. Die Patienteninformation ist in den drei Amtssprachen abzufassen. Im Gegensatz zu den Vorschriften in der EU gilt für Hilfsstoffe nur eine eingeschränkte Deklarationspflicht. 

## Verständlichkeit

### WIdO-Studie 2005
Eine im Oktober 2005 veröffentlichte Studie des Wissenschaftlichen Instituts der AOK (WIdO) ergab, dass in Deutschland rund zwei Drittel der Patienten die Packungsbeilage lasen, jedoch ein Drittel sich durch die Angaben verunsichert fühlte und weiterhin knapp ein Drittel der Patienten Arzneimittel absetzte oder gar nicht erst nahm. Besonders die unverständlichen Aussagen zu den Nebenwirkungen waren weitere Kritikpunkte. In der Studie hatte das WIdO die Packungsbeilagen der 100 meistverordneten Arzneimittel 70 Testpersonen vorgelegt. Diese sollten die Lesbarkeit und Verständlichkeit der Beipackzettel bewerten.
Vor diesem Hintergrund ist es verständlich, dass der Bundesgerichtshof Ärzte für verpflichtet hält, ungeachtet des Inhalts etwaiger Beipackzettel über Risiken und Nebenwirkungen von Medikamenten aufzuklären. Unterlässt der verschreibende Arzt dies, macht er sich unter Umständen haftbar.

### Lesbarkeitstest
Die jüngere Gesetzgebung trägt dem Problem schwer verständlicher Packungsbeilagen Rechnung. So ist es in den Ländern der EU seit 2005 erforderlich, mit der Einreichung des Zulassungsantrags für ein Humanarzneimittel der zuständigen Zulassungsbehörde die Ergebnisse von Bewertungen der Packungsbeilage vorzulegen, die in Zusammenarbeit mit Patienten-Zielgruppen durchgeführt wurden (sog. Lesbarkeits-Tests).

### Studie zur Verständlichkeit 2011
Im Dezember 2011 wurde eine Studie vorgestellt die zeigt, dass auch 6 Jahre nach der Einführung der Richtlinien für Lesbarkeit noch erheblicher Raum für Verbesserungen besteht. Die Informationen in vielen Packungsbeilagen seien immer noch schwer bis sehr schwer verständlich. Zudem seien die Texte oft nur unter erschwerten Bedingungen lesbar und wichtige Inhalte kaum auffindbar.
In der Studie wurden 20 Packungsbeilagen der im Jahr 2010 meistverkauften Arzneimittel untersucht. Hierbei handelte es sich um Arzneimittel, die ohne Rezept in der Apotheke zu kaufen sind. Besonders brisant sei, dass bei diesen Arzneimitteln die Patienten eigentlich auf die Informationen in den Packungsbeilagen angewiesen seien, da meist keine Gespräche mit Ärzten oder Apothekern erfolgten.

### Studie zum Verständnis der Nebenwirkungsrisiken 2013
Eine Studie zum Verständnis von Nebenwirkungsrisiken im Beipackzettel unter Ärzten, Apothekern und Juristen stellt fest, dass „nur wenige Befragte den Begriffen zur Häufigkeit im Kontext der Nebenwirkungen den richtigen Prozentwert [zuordnen können], obwohl es zu den beruflichen Aufgaben gehört, Wahrscheinlichkeiten beziehungsweise Risiken von Nebenwirkungen zu kommunizieren.“ Die Autoren schließen daraus, dass „die Definitionen nicht dem alltäglichen Gebrauch der Begriffe entsprechen“.

### Zugang für Sehbehinderte und Blinde
Zulassungsinhaber haben dafür zu sorgen, dass die Gebrauchsinformation eines Arzneimittels auf Anfrage von Patientenorganisationen in Formaten verfügbar ist, die für blinde und sehbehinderte Personen geeignet sind. In der Regel werden Audioversionen auf CD verteilt.

### Entschließungsantrag an den deutschen Bundesrat 2015
Im Dezember 2015 stellte das Saarland beim Bundesrat einen Entschließungsantrag, damit die Lesbarkeit von Packungsbeilagen verbessert werde, dem der Bundesrat im März 2016 zustimmte. Die Bundesregierung soll auf nationaler Ebene gemeinsam mit den Bundesoberbehörden (PEI, BfArM) prüfen, wie die „Bekanntmachung von Empfehlungen zur Gestaltung von Packungsbeilagen“ des BfArM patientenfreundlich umgesetzt werden könne. In der EU soll sich die Bundesrepublik zudem dafür einsetzen, dass die Lesbarkeit von Packungsbeilagen verbessert wird.

## Technische Aspekte
Packungsbeilagen werden vielfach auf Dünndruckpapier gedruckt und lassen sich mit speziellen Falzmaschinen erforderlichenfalls sehr klein zusammenfalten, um die häufig umfangreichen Angaben auch in kleinen Faltschachteln unterbringen zu können. Das verwendete Papier muss aber ausreichend undurchsichtig sein, damit der Text nicht durchscheint, und durch die Falze darf die Lesbarkeit ebenfalls nicht beeinträchtigt werden.